# Плејлиста
Плејлиста је списак видео или аудио датотека које се могу репродуковати на медијском плејеру било да је узастопно или измешаним редоследом.  У свом општем облику, аудио плејлиста је једноставно списак песама, али понекад и петља.  Термин има неколико специјализованих значења у областима телевизијског емитовања, радио-дифузије и личних рачунара.
Видео плејлиста може бити и списак снимљених наслова на дигиталном видео диску. На Интернету, плејлиста може бити листа поглавља у филмској серији; на пример, Флеш Гордон на планети Монго, који је доступан на YouTube-у као плејлиста од тринаест узастопних видео поглавља.

## Радио
Термин је првобитно настао у раним данима 40 најбољих радио формата када би станице осмислиле (и, на крају, објавиле) ограничену листу песама које ће се пуштати. Термин би се даље односио на цео каталог песама из којих би дата радио станица (било ког формата) извукла. Поред тога, термин се користио за означавање наређене листе песама које се пуштају током датог временског периода.  Листе за пуштање се често прилагођавају на основу доба дана, познатог као дневни распоред програма.

## Телевизија
Кабловска телевизија и информативни канали за емитовање ТВ-а често користе видео листе за репродукцију да би поново покренули унапред снимљене вести. Одређена вест би се у почетку могла приказати уживо, а затим ставити на листу за репродукцију да би се касније изнова приказивала. Емитовање информативног канала је комбинација програма уживо и унапред снимљеног програма. Унапред снимљени клипови се обично покрећу са листе песама.

## Рачунари и интернет
Како су складиште и репродукција музике помоћу личних рачунара постали уобичајени, термин листа за пуштање је усвојен од стране различитих софтверских програма за медијске плејере намењене организовању и контроли музике на рачунару. Такве листе песама могу бити дефинисане, сачуване и изабране да се покрећу било у низу или, ако је изабрана насумична функција листе песама, насумичним редоследом. Употреба листа за репродукцију укључује омогућавање креирања и одржавања одређене жељене музичке атмосфере без сталне интеракције корисника, или омогућавање репродукције различитих стилова музике, опет без одржавања.
Неколико формата компјутерских листа за репродукцију за мултимедијалне плејере, као што је PLS, могу да прослеђују листу песама или URL плејеру. У случају радио станица, он такође може повезати многе аудио плејере директно са аудио преносом станице, заобилазећи сваку потребу за веб претраживачем. (У том случају датотека листе песама се обично преузима са веб странице станице за пренос уживо, ако се нуди. Датотеке су сличне датотекама пречица на Интернету по изгледу и унутрашњој структури, осим што их користе медијски плејери, а не веб претраживачи).
Неки сервиси за стриминг на Интернету, као што су Spotify, Amazon Music, 8tracks, и угашени Playlist.com и Webjay, омогућавају корисницима да категоришу, уређују и слушају листе песама на мрежи. Други сајтови се фокусирају на креирање плејлиста уз помоћ персонализованих препорука песама, оцена и рецензија. На одређеним сајтовима, корисници креирају и деле листе песама са коментарима, дајући посетиоцима могућност да читају контекстуалне информације или коментаре рецензената о свакој песми док слушају. Неки сајтови дозвољавају само дељење података плејлисте са стварном музиком коју испоручују други канали, нпр. Plurn, други пружају затворени каталог садржаја из којег се могу генерисати листе песама, док сајтови као што је имим дозвољавају корисницима да отпреме музику на централни сервере који ће делити и којима ће приступити било који корисник сајта. iPod-ови се такође могу користити за прављење плејлиста.
Pandora је још један сервис за стримовање музике, који је доступан на Интернету. Pandora је једна од ретких музичких услуга која је бесплатна (није потребна претплата) за кориснике. Корисник може да изабере жанрове који се насумично репродукују на листама песама Pandora.

## Плејлисте славних
Плејлиста познатих личности је листа песама коју је припремила славна личност и представљена у популарним публикацијама и на радију као таква.  

## Веб видео
На веб локацијама услуге видео хостинга као што су YouTube и Vimeo, корисници могу да праве плејлисту одабраних видео снимака од себе или других корисника у тематске сврхе;  плаћени налози могу да надограде плејлисте сопствених видео снимака у „shows“.

## Генерисање плејлисте
Већина медија плејера, као што је Winamp, могу лако да креирају прилагођене листе песама из сопствене библиотеке медија. На пример, у софтверском MP3 плејеру за Windows, Android или macOS, жељене мелодије се обично превлаче и испуштају из корисничке музичке библиотеке у прозор плејера за „уређивање или креирање листе песама“ и чувају.
Идеју о аутоматском генерисању музичких листа песама из анотираних база података покренули су Франсоа Паше и Пјер Рој.  Технике задовољења ограничења су развијене да би се креирале листе песама које задовољавају произвољна „ограничења секвенце“, као што су континуитет, разноликост, сличност итд. Од тада су предложене многе друге технике, као што је резоновање засновано на случајевима . 

## Друге методе за плејлисту
- ЦД плејер који држи више ЦД-ова са програмабилним мрежним мапером.
- МП3 ЦД-ови
- Претходно снимање микстејпа; која је чисто секвенцијална.
- Активни диск-џокејинг где корисник ручно бира следећу песму једну за другом, за разлику од унапред програмиране листе песама (промешане или не).
- Слагање плоча у низу на мењачу винил плоча
- Џубокс са програмабилним измењивачем записа

## Врсте датотека са плејлистом
Значајни формати датотека који се користе за листе песама укључују: 
- .asx, листа песама у XML стилу која садржи више информација о ставкама на листи песама. [10]
- .fpl је формат који користи фубар2000 .
- .kpl, Калиоп ПлејЛист, је врста складишта XML плејлиста развијена да убрза учитавање и управљање листама песама.
- .m3u/.m3u8, једноставна текстуална листа локација ставки, са сваком ставком у новом реду. Ово је један од најпопуларнијих типова плејлиста.
- .pla, Samsung формат(?), бинарни, Винамп управља овим
- .aimppl, .plc, екстензије датотека за AIMP.
- .mpcpl екстензија датотеке за Media Player Classic формат плејлисте и његове деривате (MPC-HC, MPC-BE итд.).
- .pls, текстуална листа за репродукцију слична .ini датотекама (подешавања програма). Подразумевано пружа исту функционалност као проширене M3U листе песама (наслов и дужина).
- .smil је XML препорука конзорцијума World Wide Web која укључује функције листе песама. Поред звука, подржава видео и распоред екрана и увелико се користи у Digital Signage -у. [11]
- .vlc је формат који користи VLC Media Player и дефинисан је као преименована M3U или PLS листа за репродукцију. [12]
- .vpl је XML формат који се користи у Windows Media Player верзијама 9–12. [10]
- .xspf, XML формат дизајниран да омогући дељење листе песама. [13]
- .zpl је формат који користе Zune Media Player, Zoom Player и Creatice Zen Media Players.